# Cibotium taiwanense
Cibotium taiwanense är en ormbunkeart som beskrevs av C. M. Kuo. Cibotium taiwanense ingår i släktet Cibotium och familjen Cibotiaceae. Inga underarter finns listade.